# 二方町
二方町（ふたかたちょう）は、愛知県名古屋市西区の地名。丁目の設定はない。住居表示未実施。

## 地理
名古屋市西区北端部に位置する。東は玉池町、西は貴生町、南は八筋町、北は北名古屋市に接する。

## 歴史

### 地名の由来
山田町の旧字二丁方に由来する。

### 沿革
- 1960年（昭和35年）3月8日 - 上小田井土地区画整理組合の設立が認可される[9]。
- 1975年（昭和50年）10月15日 - 西区山田町大字上小田井および同区同町大字中小田井の各一部により、同区二方町として成立[10]。
- 1981年（昭和56年）1月11日 - 山田町大字比良の一部を編入する[1]。

## 世帯数と人口
2019年（平成31年）2月1日現在の世帯数と人口は以下の通りである。
| 町丁   | 世帯数    | 人口    |
| ------ | --------- | ------- |
| 二方町 | 1,073世帯 | 2,926人 |

## 学区
市立小・中学校に通う場合、学校等は以下の通りとなる。また、公立高等学校に通う場合の学区は以下の通りとなる。
| 番・番地等 | 小学校               | 中学校               | 高等学校 |
| ---------- | -------------------- | -------------------- | -------- |
| 全域       | 名古屋市立山田小学校 | 名古屋市立山田中学校 | 尾張学区 |

## 施設
- アイテックス本社[8]
- 城野染工[8]
- 愛知染織[8]
- mozoワンダーシティ
- 名古屋市立山田高等学校[8]

## その他

### 日本郵便
- 郵便番号 : 452-0817[4]（集配局：名古屋西郵便局[13]）。